# Яновская, Анна Львовна
А́нна Льво́вна Яно́вская (род. 18 июля 1971) — советская и российская актриса театра и кино, кинорежиссёр и сценарист.

## Биография
Родилась 18 июля 1971 года в Николаеве.
В 1998 году окончила Российскую академию театрального искусства (ГИТИС), режиссёрский факультет, мастерская  Марка Захарова.
Сотрудничала с театрами «Сатирикон», на Малой Бронной, «Школа драматического искусства» Анатолия Васильева, Антона Чехова, Московским театром юного зрителя, Театр.doc.
Член Союза кинематографистов с января 2000 года.
В 2014 году окончила Высшие курсы сценаристов и режиссёров (мастерская Владимира Грамматикова и Александра Бородянского).
Как актриса участвовала в ряде международных театральных и кинопроектах. Сценарист и режиссёр документального и игрового кино. Призёр российских и зарубежных кинофестивалей.

## Личная жизнь
- Муж — режиссёр Роман Самгин.
- Дети — сын Борис и дочь Екатерина.

## Фильмография

### Роли в кино
- 1989 — Под небом голубым… — Лена
- 1993 — Осенние соблазны — Анна
- 1997 — Ветер над городом — Алина
- 1997 — Новогодняя история — Снегурочка
- 1998 — Стрингер — Света, жена Яворского
- 1998 — У Христа за пазухой / U Pana Boga za piecem — Наташа
- 1999 — Д.Д.Д. Досье детектива Дубровского — Даша Китаева (Влада)
- 2000 — Редакция — Наташа
- 2001 — Хозяин империи — Илзе
- 2003 — Дальний свет / Lichter — Анна (камео)
- 2006 — Большие девочки — Лена
- 2006 — Накануне осени (короткометражка) — генеральша
- 2007 — Грех — Марина
- 2007 — Долг — Марина
- 2007 — Иное — Надя
- 2008 — Сердцеедки — Полина Рябова
- 2008 — 2009 — Универ — Вера Павловна Аксёнова
- 2009 — Неоконченный урок — Инна Витальевна
- 2009 — В одном шаге от Третьей мировой (документальный) — Наталья Большакова, жена Алексея Большакова
- 2011 — Сделано в СССР — Рита Ветрова, жена Ветрова
- 2011 — Танец нашей любви — Алёна
- 2013 — Налёт (короткометражка) — Алиса

### Режиссёрские работы
- 2012 — Валёк (короткометражный игровой)
- 2012 — Девушка и чемодан (короткометражный игровой)
- 2013 — Это лето (документальный)
- 2014 — Человек-добро (короткометражный игровой)
- 2014 — Десять сантиметров жизни (полнометражный документальный)
- 2015 — Альманах «Счастье — это...», новелла «Двое вместе»
- 2016 — Смысл жизни (короткометражный игровой, Италия-Россия)
- 2018 — Интересная жизнь (полнометражный игровой)
- 2020 — Руммейт (телесериал)
- 2022 — Огонь (документальный)

## Награды и премии
- Лауреат фестиваля «Лики любви», 1999 год
- Лауреат конкурса молодых актрис театра «Премьера» (2001) за роль Принца в спектакле Камы Гинкаса «Счастливый Принц»[3]
- Приз «Фестиваля комедийного фильма» в номинации «За лучшую женскую роль» — фильм Владимира Грамматикова «Осенние соблазны»
- Приз ФИПРЕССИ на МКФ в Берлине[4] фильму «Дальний Свет», где Анна исполнила одну из главных ролей[5]
- Призы за короткометражный фильм «Человек-добро» — гран-при фестиваля Wallabout Film Festival, Нью-Йорк, США; гран-при фестиваля KNFF — Kalat Nissa International Film Festival; премия Antenna d’oro (Сицилия, Италия, май 2014); приз зрительских симпатий фестиваля Opencinema, Латвия
- Edinburgh Short Film Festival — приз зрительских симпатий (Audience Award), 2015.
- Приза кинофестиваля «Киношок» — режиссёру  фильма «Счастье — это…», новелла «Двое вместе»
- Первая премия фестиваля «Лучезарный ангел», Москва, 2015 год — «За лучшее игровое короткометражное кино»
- Приз жюри кинофестиваля Corto di donne, Неаполь, Италия 2016 год, за лучший игровой короткометражный фильм — «Двое вместе»
- Приз IV Московского молодёжного кинофестиваля «Будем жить!» за лучший фильм в категории «Драма/комедия» — «Двое вместе»[6]
- Приз за лучший сценарий на кинофестивале «Амурская осень — 2018» — фильм «Интересная жизнь»[7]
- Приз Международного кинофестиваля «Начало», Санкт-Петербург, 2018 — фильм «Интересная жизнь».
- Приз жюри «За неординарное совмещение жанров» Международного кинофестиваля в Сочи, 2018 — фильм «Интересная жизнь»
- Приз жюри «За преодоление барьеров между документальным и игровым кино» международного кинофестиваля «Восемь женщин» — фильм «Интересная жизнь»[8]
- Благодарственное письмо и премия от Постоянного представительства республики Саха (Якутия) при Президенте Российской Федерации «За талант и творческие инициативы, направленные на популяризацию Республики Саха (Якутия) на российской и мировой аренах». Москва, 2019 год
- Приз за лучший неигровой фильм на кинофестивале «Окно в Европу» — фильм «Огонь»[9].